# Marcus Amphitheater
Le Marcus Amphitheater est un amphithéâtre au sud du Henry Maier Festival Park (également connu comme le Summerfest Grounds) à Milwaukee, dans l'état du Wisconsin  aux États-Unis. 
Il a été construit après un concert du groupe de rock américain Huey Lewis and the News en 1984, qui a attiré 30 000 fans pour une capacité de seulement 15 000 places, afin d'accueillir 25 000 personnes pendant les concerts. Sa construction s'est terminée en 1987, en partie grâce à la contribution de l'entreprise Marcus Corporation.
L'amphithéâtre accueille aujourd'hui plusieurs concerts de variétés et événements tous les ans, au printemps, en été et en automne. C'est également le lieu où sont organisés les festivals Summerfest et Milwaukee Irish Fest.